# Lotófagos
Na mitologia grega, os Lotófagos são um povo que vivia numa ilha perto do Norte de África. O seu nome advém de se alimentarem das flores e frutos da  planta de lotos (ou lótus), existente nessa ilha em quantidade apreciável. Estas plantas são narcóticas, causando um sono pacífico aos habitantes da ilha.
Na Odisseia de Homero, Ulisses e os seus companheiros desembarcam na ilha dos lotófagos. Então são enviados três homens (um arauto e dois companhas) para investigar a ilha. Esses homens começam a fazer o que os nativos faziam: comer o fruto do lotos. Isto fez com que eles se esquecessem de abandonar a ilha. Finalmente, Ulisses conseguiu levar os três homens para o navio e amarrou-os aos seus assentos para que não voltassem à ilha.
A chegada ao país dos Lotófagos é um dos exemplos mais frisantes da indómita criatividade de Homero, assim como do seu entusiasmo pela vida e compreensão da natureza humana. A ingestão do lotos provocava amnésia e este esquecimento é uma ambição antiga: abre a possibilidade de começar de novo, de renascer, de apagar o passado.
O caráter misterioso do lotos terá servido na perfeição aos propósitos de Homero, cujo auditório escutaria tal história como se fosse realidade. E essa flor é apenas um de entre os muitos objectos mágicos que abundam na Odisseia: Helena tem uma droga calmante, trazida do Egito, que faz parar o sofrimento e a dor (IV, 219-232); Circe tem uma poção que transforma os homens em porcos; e, contra os seus efeitos, Hermes dá a Ulisses o môlu, a planta de raiz negra e de flor branca, muito dura para arrancar e que o deve preservar de todos os sortilégios e que por vezes é comparada à mandrágora (X, 302-306). Em Homero, o mágico, o belo e o exótico estão em todo o lado.